# Muhlenbergia tenuiflora
Muhlenbergia tenuiflora är en gräsart som först beskrevs av Carl Ludwig von Willdenow, och fick sitt nu gällande namn av Britton, Stern och Justus Ferdinand Poggenburg. Muhlenbergia tenuiflora ingår i släktet muhlygräs, och familjen gräs. Inga underarter finns listade i Catalogue of Life.